# Крижевський Костянтин Станіславович
Костянтин Крижевський (рос. Константи́н Станисла́вович Криже́вский (Крыже́вский), нар. 26 лютого 1926, Одинцово — пом. 18 листопада 2000, Москва) — радянський футболіст, який грав на позиції центрального захисника. Заслужений майстер спорту СРСР (1954). Гравець олімпійської та національної збірної СРСР (1952—1958).

## Клубна кар'єра
Вихованець команди ремісничого училища в Москві — 1941 рік, заводської команди в Куйбишеві — 1942—1945 роки. Перший тренер — Василь Васильович Волчков.
У 1946—1947 роках виступав за куйбишевську команду майстрів «Крила Рад». Після призову в армію в 1948 році перспективний захисник опинився в московській команді ВПС. З нього він і був запрошений в новостворену збірну СРСР. Після ліквідації ВВС в 1952 році Крижевський до червня 1953 року зіграв декілька матчів за клуб МВО, допоки команда не була знята з чемпіонату СРСР (всі її результати були анульовані).
Потім з багатьох варіантів вибрав московське «Динамо». Був одним з лідерів команди, стовпом її оборони в найуспішніше динамівське десятиліття, коли біло-блакитні в семи чемпіонатах поспіль не залишалися без медалей, почавши цей переможний період перемогою у Кубку СРСР у 1953 році. У 75-ти матчах чемпіонату СРСР (1953—1956, 1958—1960) Крижевський виводив команду на поле з капітанською пов'язкою. За дев'ять сезонів в «Динамо» (1953—1961) він зіграв в 155-ти матчах: в чемпіонаті — 141, в кубку — 14. Брав участь з командою в престижних міжнародних матчах у Франції (1954), Австрії (1954), Італії (1955), поїздках до Південної Америки (1957), Югославію (1959), матчах з бразильськими командами (1956, 1957). Завершив професійну кар'єру футболіста у 1961 році.

## Виступи за збірну
З 1952 ророку Крижевський виступав за збірну СРСР. Всього за збірну СРСР зіграв 14 матчів (в тому числі 3 матчі за олімпійську збірну СРСР). Також за збірну СРСР зіграв в 13 неофіційних матчах. Грав за другу збірну СРСР (1954—1957) і збірну Москви (1952 рік). Учасник фінального турніру чемпіонату світу 1958 року в Швеції (5 матчів). Учасник фінального турніру Олімпійських ігор 1952 року (3 матчі).

## Характеристика гравця
Один з найкращих центральних захисників країни 50-их років. Стрижневий гравець захисної лінії московського «Динамо», в основному завдяки якому оборона команди в другій половині 50-их років була найкращою в країні і визначила зоряний зліт колективу в цей період. «Летючий» захисник, як часто називали Крижевського, досконало володів підкатом, часто відбивав м'яч в падінні головою і в стрибках через себе. Акробатичний стиль дій, легкість виконання найскладніших технічних прийомів, самовідданість, спритність, завидна стрибучість, вміння знайти найбільш ефективний вихід з найважчих ігрових ситуацій біля воріт своєї команди викликали захват трибун. Його яскрава і надійна гра залишила пам'ять про Крижевський як про одного з найсильніших центральних захисників радянського футболу.

## Тренерська кар'єра
Після завершення ігрової кар'єри був зайнятий тренерською діяльністю. Тренер дитячих, юнацьких, молодіжних та чоловічих команд клубного колективу «Динамо» (Москва) — 1962—1984 роки. Тренер дитячих і юнацьких команд «Динамо-3» (Москва) — 1987—1996 роки.
Помер 18 листопада 2000 року на 75-му році життя у Москві.

## Досягнення

### Клубні
- Чемпіонат СРСР
  -  Чемпіон (4): 1954, 1955, 1957, 1959
  -  Срібний призер (2): 1956, 1958
  -  Бронзовий призер (1): 1960

- Кубок СРСР
  -  Володар (1): 1953
  -  Фіналіст (1): 1955

### Особисті
- У списку найкращих футболістів сезону в СРСР (9): № 1 — 1953; № 2 — 1949, 1951, 1955—1959; № 3 — 1950

### Нагороди
- Нагороджений орденом «Знак Пошани» (1957).